# Amazona de Prêtre
L'amazona de Prêtre (Amazona pretrei) és una espècie d'ocell de la família dels psitàcids que habita boscos del nord-est de l'Argentina i sud-est del Brasil i del Paraguai.